# 13265 Terbunkley
13265 Terbunkley eller 1998 QP23 är en asteroid i huvudbältet som upptäcktes den 17 augusti 1998 av LINEAR i Socorro County, New Mexico. Den är uppkallad efter Terrance S. Bunkley.